# Baté (Hongrie)
Pour l’article homonyme, voir Baté.
Baté est un village et une commune du comitat de Somogy en Hongrie.